# توماس جاي ماكهيو
توماس جاي ماكهيو (بالإنجليزية: Thomas J. McHugh)‏ هو عسكري أمريكي، ولد في 23 ديسمبر 1919 في نيويورك في الولايات المتحدة، وتوفي في 1 فبراير 2000 في جاكسونفيل في الولايات المتحدة.